# Arthur de Gobineau
Arthur de Gobineau, Conde de Gobineau (Joseph Arthur de Gobineau; Ville-d'Avray, 14 de julho de 1816 – Turim, 13 de outubro de 1882) foi um diplomata, escritor, aristocrata e filósofo francês conhecido como o fundador do racismo científico e principal desenvolvedor dos conceitos de raça superior, nordicismo e raça ariana. Este último conceito foi introduzido no seu livro Ensaio sobre a desigualdade das raças humanas (1853), que viria a influenciar intelectuais dos séculos XIX e XX. 

## Vida e obra
Joseph Arthur de Gobineau nasceu de uma bem estabelecida família aristocrática. Seu pai, Louis de Gobineau (1784-1858), era um oficial militar e ferrenho defensor da família real. Sendo filho mais novo, seguiu carreira militar e, devido às suas simpatias legitimistas, comprometeu-se politicamente durante o Império. Sua participação na fuga de Polignac em 1813 resultou em sua prisão na Sainte-Pélagie, da qual só foi libertado com a primeira Restauração Borbón (1814). Durante o Governo dos Cem Dias, acompanhou Luís XVIII em Bruxelas e, ao retornar, foi nomeado capitão de infantaria da Guarda Real. Sua mãe, Anne-Louise Magdeleine de Gercy, era filha de Jacques-Philippe de Gercy (1753-1796), último diretor das fazendas de Bordéus, e de uma mulher crioula de Saint-Domingue. A família de Gercy viveu por um período no século XVIII na colônia da Coroa Francesa de Saint-Domingue, atual Haiti.
Vivendo em Paris, a partir de 1835, tornou-se funcionário público como secretário do escritor Alexis de Tocqueville, nomeado ministro, em 1849. Como diplomata, Gobineau serviu em Berna, Hanôver, Frankfurt, Teerã, Rio de Janeiro e Estocolmo.
Tinha pretensões artísticas, tendo tentado ser escultor e romancista. Mas se celebrizou como ensaista ao escrever o Ensaio sobre a desigualdade das raças humanas (1855), seu livro mais célebre, um dos primeiros trabalhos sobre eugenia e racismo publicados no século XIX.
Segundo ele, a mistura de raças (miscigenação) era inevitável e levaria a raça humana a graus sempre maiores de degenerescência física e intelectual. É-lhe atribuída a frase:
| “ | Não creio que viemos dos macacos mas creio que vamos nessa direção. | ” |

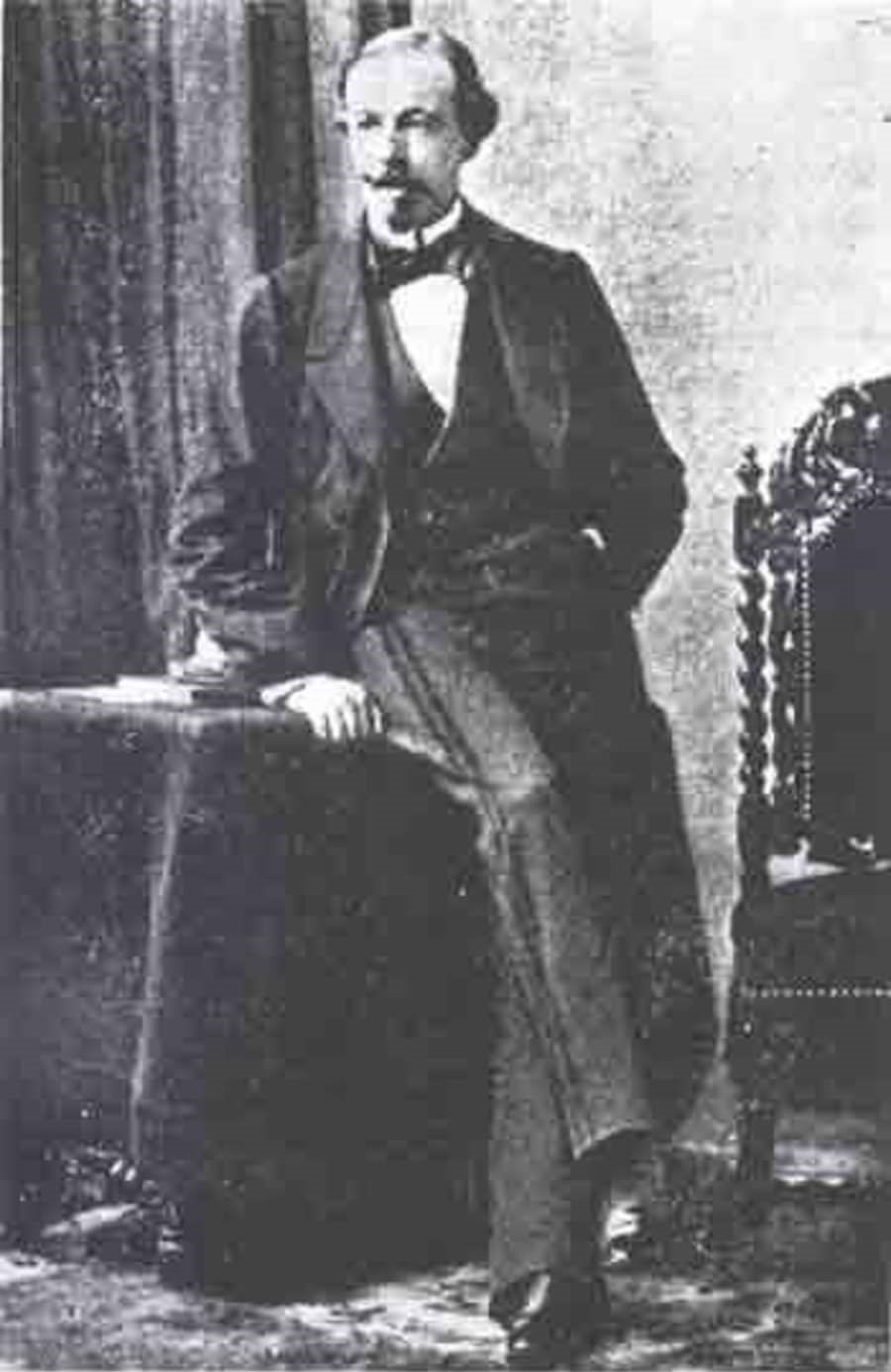
Arthur de Gobineau.

Sua segunda missão diplomática foi no Brasil, onde chegou em 1869, enviado por Napoleão III. Nunca escondeu sua animosidade para com o país, que deixou um ano depois (1870). Travou amizade com o imperador Pedro II que, mesmo sem compartilhar muitas de suas ideias, manteve uma amizade epistolar durante muitos anos depois de sua partida do Brasil.
Não conseguiu ver com bons olhos nenhum aspecto da sociedade brasileira, a não ser seus encontros com D. Pedro II. Para ele o Brasil não tinha futuro, país marcado pela presença de raças que julgava inferiores. A mistura racial daria origem a mestiços e pardos degenerados e estéreis. Esta característica já teria selado a sorte do país: a degeneração levaria ao desaparecimento da população. (Brasiliana, abaixo citada, página 74). A única saída para os brasileiros, seria o incentivo à imigração de "raças" européias, consideradas superiores.
| “ | Mas se, em vez de se reproduzir entre si, a população brasileira estivesse em condições de subdividir ainda mais os elementos daninhos de sua atual constituição étnica, fortalecendo-se através de alianças de mais valor com as raças europeias, o movimento de destruição observado em suas fileiras se encerraria, dando lugar a uma ação contrária. | ” |

Além de Gobineau, Louis Agassiz foi outro viajante que  representou o ponto de vista do racismo científico (racialismo).[carece de fontes?]

## Trabalhos
Os três volumes das Obras de Gobineau publicados sob a direção de Jean Gaulmier (Paris, Gallimard, “Bibliothèque de la Pléiade”, 1982-1983) incluem: Scaramouche, Mademoiselle Irnois, Essai sur l'inégalité des races humaines (tome 1), Mémoire sur l'état social de la Perse actuelle, Trois Ans en Asie, Les Religions et les philosophies dans l'Asie centrale, Souvenirs de voyage, Adélaïde (tome 2), Nouvelles Asiatiques, Les Pléiades, La Renaissance (tome 3).

### Publicações
- Le Mariage d'un prince (1840; rééd. dans «La Nouvelle Revue Française», Paris, Gallimard, juillet 1966)
- Scaramouche (1843, éd. en volume en 1922)
- Le prisonnier chanceux, ou les Aventures de Jean de La Tour-Miracle (1846, première édition en 3 volumes in-8 à Paris chez Louis Chlendowski à moins de 100 exemplaires en 1847 (rarissime), puis éd. en volume en 1924; L'Arsenal, 1989)
- Ternove (1847; rééd. Perrin, 1919)
- Nicolas Belavoir (1847; rééd. Gallimard, 1927)
- Les Conseils de Rabelais (1847; rééd. Folio-Gallimard, 1985)
- L'aventure de jeunesse (1847)
- La Belle de Féverolles (1848)
- Mademoiselle Irnois (1848; éd. en volume en 1920)
- L'abbaye de Typhaines (1849; Gallimard, 1919).

### Ensaios
História:
- Essai sur l'inégalité des races humaines, tomes I et II (1853), III, IV, V et VI (1855). Les livres 1 à 6 sont disponibles sous format word et PDF ici: Uqac.ca
- Mémoire sur l'état social de la Perse actuelle (1856)
- Histoire des Perses, Paris, Plon, 1869
- Ce qui se passe en Asie (1877; édition posthume, Paris, Cahiers libres, 1928)
- Histoire d'Ottar Jarl, Pirate norvégien, conquérant du pays de Bray, en Normandie et de sa descendance. Paris, Didier et Cie, 1879.

Filosofia:
- Les religions et les philosophies dans l'Asie centrale, Paris, Plon, 1865.
- Mémoire sur diverses manifestations de la vie individuelle (1869 ; Desclée de Brouwer, 1935).

Filologia:
- Lecture des écritures cunéiformes (1858)
- Traité des écritures cunéiformes (1864).

Panfletos:
- Ce qui est arrivé à la France en 1870 (1870, posthume ; Klincksieck, 1970)
- La Troisième République et ce qu'elle vaut (1877, posthume).

### Obras literárias
Romances e contos:
- Ternove -  Méline, Cans et Cie Bruxelles, 1848[7]
- Adélaïde (1869, posthume)
- Souvenirs de voyage: Le Mouchoir rouge, Akrivie Phrangopoulo, La Chasse au caribou (1872; Folio-Gallimard, 1985)
- Les Pléiades (1874; Folio-Gallimard, 1997)
- Nouvelles asiatiques: La Danseuse de Shamakha,[8] L'Illustre Magicien, Histoire de Gambèr-Aly, La Guerre des Turcomans, Les Amants de Kandahar et La Vie de voyage (1876; P.O.L., 1990; Les Éditions du Sonneur, 2007)
- La Renaissance, scènes historiques (1877; GF-Flammarion, 1980).

Histórias de viagens:
- Trois ans en Asie, 1859 (Métailié, 1980)
- Voyage à Terre-Neuve, 1861 (Arléa, 1993).

Poesia:
- La Chronique rimée de Jean Chouan et de ses compagnons (1846)
- L'Aphroëssa (1869)
- Amadis (1876)
- Amadis (1887, rééd. intégrale, partiellement posthume)
- Tre poemi inediti (Firenze, Olschki, 1965).

Teatro:
- Les Adieux de Don Juan (1844)
- Alexandre le Macédonien (1847, posthume).

Análise:
- Études critiques 1842-1847 (Klincksieck, 1984).

Roman épistolaire:
- Lettres à deux Athéniennes (Castalie, Librairie Kauffmann, 1936).

### Correspondência
- (à sa fille) Lettres à la princesse Toquée (Seuil, 1988)
- (à sa sœur) Lettres persanes (Mercure de France, 1958)
- (à sa sœur) Correspondance 1870-1882 (Mercure de France, 1958)
- (aux sœurs Dragoúmis) Lettres à deux Athéniennes (Athènes, Castalie, 1935)
- Gobineau et le comte de Prokesch-Osten, Correspondance (Plon, 1933)
- Gobineau et D. Pedro II, Correspondência (São Paulo, Raeders, 1938)
- Alexis de Tocqueville, Œuvres complètes, IX, Correspondance avec Gobineau (Gallimard, 1959)
- Gobineau et Richard Wagner, Correspondance (Nizet, 2001).